# Пещери с рисунки в окръг Кондоа
Пещерите с рисунки в окръг Кондоа (на английски: Kondoa Rock Art Sites) са комплекс от пещери в окръг Кондоа, регион Додома, Танзания.
В тях се намират образци на пещерно изкуство. Някои от тях са на възраст над 3000 години, но по-голямата част са на не повече от 100 години. Рисунките изобразяват хора, животни и ловни сцени. Защитената местност покрива площ от 233,6 ха.
През 2006 г. пещерите са включени в списъка на Световното наследство на ЮНЕСКО.